# Ernesto Luigi II di Sassonia-Meiningen
Ernesto Luigi II di Sassonia-Meiningen (Coburgo, 8 agosto 1709 – Meiningen, 24 febbraio 1729) fu duca di Sassonia-Meiningen dal 1724 sino alla sua morte.

## Biografia
Egli era il terzo ma il secondo sopravvissuto dei figli del Duca Ernesto Luigi I di Sassonia-Meiningen e della sua prima moglie, Dorotea Maria di Sassonia-Gotha-Altenburg.
La morte del suo fratello maggiore, Giuseppe Bernardo (22 marzo 1724) gli concesse il ruolo di erede del Ducato di Sassonia-Meiningen. Suo padre morì pochi mesi dopo (24 novembre 1724), e Ernesto Luigi, di appena quindici anni, ereditò il ducato con il fratello minore, Carlo Federico.
Dal momento che entrambi i principi non avevano ancora raggiunto la maggiore età, i loro zii Federico Guglielmo ed Antonio Ulrico vennero nominati loro tutori sino al 1733.
Ernesto Ludovico morì solo cinque anni dopo, a soli venti anni e senza essersi ancora sposato. Suo erede fu il fratello minore, Carlo Federico.

## Ascendenza
|                                                  |                                                     |                                                          | Genitori                                                 |  |  | Nonni |  |  | Bisnonni                                     |  |  | Trisnonni                                         |  |
|                                                  |                                                     |                                                          |                                                          |  |  |       |  |  | 8. Ernst I, duca di Sassonia-Gotha-Altenburg |  |  | 16. Johann III, duca di Sassonia-Weimar-Altenburg |  |
|                                                  |                                                     |                                                          |                                                          |  |  |       |  |  | 8. Ernst I, duca di Sassonia-Gotha-Altenburg |  |  | 16. Johann III, duca di Sassonia-Weimar-Altenburg |  |
|                                                  |                                                     | 17. Dorothea Maria von Anhalt                            |                                                          |  |  |       |  |  | 8. Ernst I, duca di Sassonia-Gotha-Altenburg |  |  |                                                   |  |
| 4. Bernhard I, duca di Sassonia-Meiningen        |                                                     |                                                          |                                                          |  |  |       |  |  | 8. Ernst I, duca di Sassonia-Gotha-Altenburg |  |  |                                                   |  |
|                                                  |                                                     | 9. Elisabeth Sophia von Sachsen-Altenburg                | 18. Johann Philipp, duca di Sassonia-Altenburg           |  |  |       |  |  |                                              |  |  |                                                   |  |
|                                                  |                                                     | 9. Elisabeth Sophia von Sachsen-Altenburg                | 18. Johann Philipp, duca di Sassonia-Altenburg           |  |  |       |  |  |                                              |  |  |                                                   |  |
|                                                  |                                                     | 9. Elisabeth Sophia von Sachsen-Altenburg                | 19. Elisabeth von Braunschweig-Lüneburg                  |  |  |       |  |  |                                              |  |  |                                                   |  |
| 2. Ernst Ludwig I, duca di Sassonia-Meiningen    |                                                     | 9. Elisabeth Sophia von Sachsen-Altenburg                |                                                          |  |  |       |  |  |                                              |  |  |                                                   |  |
|                                                  |                                                     | 10. Georg II, langravio d'Assia-Darmstadt                | 20. Ludwig V, langravio d'Assia-Darmstadt                |  |  |       |  |  |                                              |  |  |                                                   |  |
|                                                  |                                                     | 10. Georg II, langravio d'Assia-Darmstadt                | 20. Ludwig V, langravio d'Assia-Darmstadt                |  |  |       |  |  |                                              |  |  |                                                   |  |
|                                                  |                                                     | 10. Georg II, langravio d'Assia-Darmstadt                | 21. Magdalena von Brandenburg                            |  |  |       |  |  |                                              |  |  |                                                   |  |
| 5. Marie Hedwig von Hessen-Darmstadt             |                                                     | 10. Georg II, langravio d'Assia-Darmstadt                |                                                          |  |  |       |  |  |                                              |  |  |                                                   |  |
|                                                  |                                                     | 11. Sophie Eleonore von Sachsen                          | 22. Johann Georg I, principe elettore di Sassonia        |  |  |       |  |  |                                              |  |  |                                                   |  |
|                                                  |                                                     | 11. Sophie Eleonore von Sachsen                          | 22. Johann Georg I, principe elettore di Sassonia        |  |  |       |  |  |                                              |  |  |                                                   |  |
|                                                  |                                                     | 11. Sophie Eleonore von Sachsen                          | 23. Magdalena Sibylle von Preußen                        |  |  |       |  |  |                                              |  |  |                                                   |  |
| 1. Ernst Ludwig II, duca di Sassonia-Meiningen   |                                                     | 11. Sophie Eleonore von Sachsen                          |                                                          |  |  |       |  |  |                                              |  |  |                                                   |  |
|                                                  | 12. Ernst I, duca di Sassonia-Gotha-Altenburg (= 8) | 24. Johann III, duca di Sassonia-Weimar-Altenburg (= 16) |                                                          |  |  |       |  |  |                                              |  |  |                                                   |  |
|                                                  | 12. Ernst I, duca di Sassonia-Gotha-Altenburg (= 8) | 24. Johann III, duca di Sassonia-Weimar-Altenburg (= 16) |                                                          |  |  |       |  |  |                                              |  |  |                                                   |  |
|                                                  | 12. Ernst I, duca di Sassonia-Gotha-Altenburg (= 8) | 25. Dorothea Maria von Anhalt (= 17)                     |                                                          |  |  |       |  |  |                                              |  |  |                                                   |  |
| 6. Friedrich I, duca di Sassonia-Gotha-Altenburg | 12. Ernst I, duca di Sassonia-Gotha-Altenburg (= 8) |                                                          |                                                          |  |  |       |  |  |                                              |  |  |                                                   |  |
|                                                  |                                                     | 13. Elisabeth Sophia von Sachsen-Altenburg (= 9)         | 26. Johann Philipp, duca di Sassonia-Altenburg (= 18)    |  |  |       |  |  |                                              |  |  |                                                   |  |
|                                                  |                                                     | 13. Elisabeth Sophia von Sachsen-Altenburg (= 9)         | 26. Johann Philipp, duca di Sassonia-Altenburg (= 18)    |  |  |       |  |  |                                              |  |  |                                                   |  |
|                                                  |                                                     | 13. Elisabeth Sophia von Sachsen-Altenburg (= 9)         | 27. Elisabeth von Braunschweig-Lüneburg (= 19)           |  |  |       |  |  |                                              |  |  |                                                   |  |
| 3. Dorothea Maria von Sachsen-Gotha-Altenburg    |                                                     | 13. Elisabeth Sophia von Sachsen-Altenburg (= 9)         |                                                          |  |  |       |  |  |                                              |  |  |                                                   |  |
|                                                  |                                                     | 14. August, duca di Sassonia-Weissenfels                 | 28. Johann Georg I, principe elettore di Sassonia (= 22) |  |  |       |  |  |                                              |  |  |                                                   |  |
|                                                  |                                                     | 14. August, duca di Sassonia-Weissenfels                 | 28. Johann Georg I, principe elettore di Sassonia (= 22) |  |  |       |  |  |                                              |  |  |                                                   |  |
|                                                  |                                                     | 14. August, duca di Sassonia-Weissenfels                 | 29. Magdalena Sibylle von Preußen (= 23)                 |  |  |       |  |  |                                              |  |  |                                                   |  |
| 7. Magdalena Sibylla von Sachsen-Weißenfels      |                                                     | 14. August, duca di Sassonia-Weissenfels                 |                                                          |  |  |       |  |  |                                              |  |  |                                                   |  |
|                                                  |                                                     | 15. Anna Maria von Mecklenburg-Schwerin                  | 30. Adolf Friedrich I, principe di Ratzeburg             |  |  |       |  |  |                                              |  |  |                                                   |  |
|                                                  |                                                     | 15. Anna Maria von Mecklenburg-Schwerin                  | 30. Adolf Friedrich I, principe di Ratzeburg             |  |  |       |  |  |                                              |  |  |                                                   |  |
|                                                  |                                                     | 15. Anna Maria von Mecklenburg-Schwerin                  | 31. Anna Maria von Ostfriesland                          |  |  |       |  |  |                                              |  |  |                                                   |  |
|                                                  |                                                     | 15. Anna Maria von Mecklenburg-Schwerin                  |                                                          |  |  |       |  |  |                                              |  |  |                                                   |  |